# Tour de New Brighton

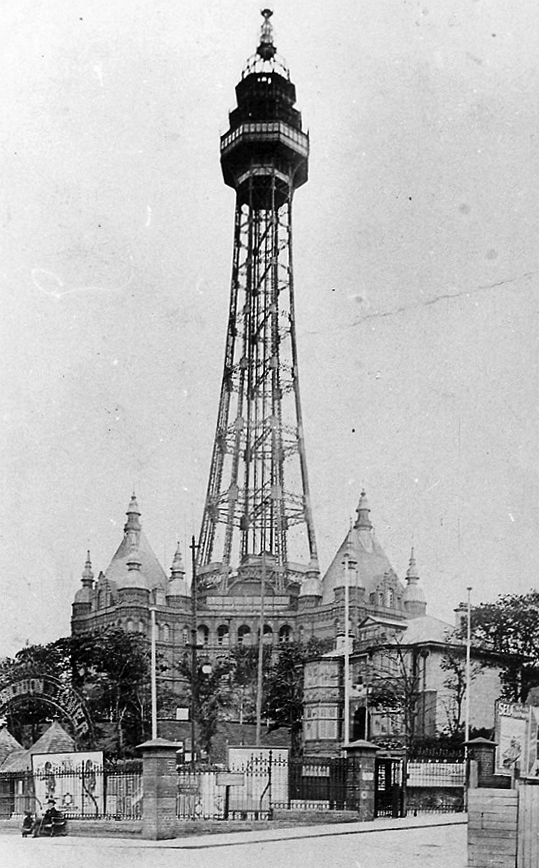

La Tour de New Brighton était une grande tour d'observation de 172.8 mètres ou de 567 pieds construite en acier de trellis en 1896 à New Brighton, Wirral, Angleterre. Son architecture reposait sur celle de la Tour Eiffel. Elle fut détruite en deux temps, en 1919 à la suite de la corrosion, et en 1969 à la suite d'un incendie.

## Construction
Les architectes furent Maxwell and Turk de Manchester, la construction fut assurée par 
Handysides and Company of Derby.
Sa construction a commencé le 22 juin 1896 et finit en 1900 (pas de date exacte connue).
La tour pesait 1 000 tonnes.
Durant sa construction, six hommes sont décédés et un gravement blessé à la suite de chutes et autres accidents.

## La salle de Bal - Tower Ballroom
Une salle de bal, la plus grande d'Europe à l'époque, se trouvait entre les piliers de la tour. Elle pouvait recevoir outre une soixantaine de musiciens, plus d'un millier de couples de danseurs.
Cette salle possédait des balcons permettant aux spectateurs d'observer les danseurs.
Le 12 octobre 1962, les Beatles, Little Richard et 9 autres artistes ou groupes jouèrent dans la salle de bal lors de l’événement Little Richard at the Tower, organisé par Brian Epstein.

## Les jardins de la tour - Tower Gardens
Autour de l'édifice sur un terrain aménagé se trouvaient un lac avec des gondoles vénitiennes, une rivière au bord de laquelle était établie une piste de danse d'une capacité de 1000 danseurs, un café japonais, un salon de thé parisien, un restaurant entouré d'arbres.
Un service d'ordre de 15 policiers assurait la sécurité.

## Le Théâtre
Il pouvait accueillir jusqu'à 3500 personnes, et mesurait 45 pieds de large sur 72 de long.

## La fin de la tour
Au début de la Première Guerre mondiale, l'accès au public fut limité. Les structures en acier furent négligées, la corrosion rendit l'édifice dangereux, en particulier sur les parties les plus hautes. Elles furent démantelés entre 1919 et 1921.
Seules les parties maçonnées (la salle de bal, le théâtre et les tourelles) sont conservées. Cette base a été utilisée à des fins militaires pendant la Seconde Guerre mondiale.
En l'absence d'entretien, cette base maçonnée se détériora et ne fut plus utilisable. Un incendie en 1969 mit fin à l'existence du complexe.